# Deinandra mohavensis
Deinandra mohavensis là một loài thực vật có hoa trong họ Cúc. Loài này được (D.D.Keck) B.G.Baldwin mô tả khoa học đầu tiên năm 1999.